# Wołodymyr Homeniuk
Wołodymyr Mychajłowycz Homeniuk, ukr. Володимир Михайлович Гоменюк (ur. 19 lipca 1985 we wsi Bokijma w obwodzie rówieńskim, Ukraińska SRR) – ukraiński piłkarz grający na pozycji napastnika, reprezentant Ukrainy, trener piłkarski.

## Kariera piłkarska

### Kariera klubowa
W sezonie 2003/04 rozpoczął karierę piłkarską w klubie Ikwa Młynów, skąd następnego sezonu przeszedł do Tawrii Symferopol. 30 kwietnia 2005 debiutował w składzie Tawrii w zremisowanym 2:2 meczu z Czornomorcem Odessa. Potem został wybrany kapitanem Tawrii. W styczniu 2009 podpisał 3-letni kontrakt z Dniprem Dniepropetrowsk. 18 lipca 2011 został wypożyczony do Arsenału Kijów, a już 31 sierpnia 2011 podpisał 3-letni kontrakt z Arsenałem Kijów. 2 września 2013 został wypożyczony do Metalista Charków. W lipcu 2015 przeniósł się do Stali Dnieprodzierżyńsk. 25 stycznia 2016 opuścił Stal i wkrótce ogłosił o zakończeniu kariery piłkarza.

### Kariera reprezentacyjna
1 lutego 2008 roku debiutował w narodowej reprezentacji Ukrainy w wygranym 1:0 meczu towarzyskim ze Szwecją. Łącznie rozegrał 7 gier reprezentacyjnych.

## Kariera trenerska
06 kwietnia 2018 dołączył do sztabu szkoleniowego Weresu Równe, w którym pracował do 14 maja 2018. 14 czerwca 2018 został mianowany na stanowisko głównego trenera Weresu. Ale już 7 sierpnia 2018 podał się do dymisji.

## Sukcesy i odznaczenia

### Sukcesy indywidualne
- wybrany do listy 33 najlepszych piłkarzy roku na Ukrainie: 2007 (nr 3)